# Ascensión Roca de Togores
Ascensión Roca de Togores es una deportista española que compite en vela en la clase Europe.
Ganó cinco medallas en el Campeonato Mundial de Europe entre los años 2009 y 2019, y una medalla de bronce en el Campeonato Europeo de Europe de 2006.

## Palmarés internacional
| \| Campeonato Mundial \| Campeonato Mundial \| Campeonato Mundial \| Campeonato Mundial \| \| Año \| Lugar \| Medalla \| Clase \| \| ------------------ \| ------------------------ \| ------------------ \| ------------------ \| \| 2009 \| Brest ( Francia) \| Medalla de bronce \| Europe \| \| 2013 \| Sønderborg ( Dinamarca) \| Medalla de plata \| Europe \| \| 2017 \| Blanes ( España) \| Medalla de bronce \| Europe \| \| 2018 \| Kühlungsborn ( Alemania) \| Medalla de plata \| Europe \| \| 2019 \| Puerto Balís ( España) \| Medalla de plata \| Europe \| \| Campeonato Europeo \| \| \| \| \| Año \| Lugar \| Medalla \| Clase \| \| 2006 \| Marsala ( Italia) \| Medalla de bronce \| Europe \| |                          |                   |        |
| Campeonato Mundial |                          |                   |        |
| Año | Lugar                    | Medalla           | Clase  |
| 2009 | Brest ( Francia)         | Medalla de bronce | Europe |
| 2013 | Sønderborg ( Dinamarca)  | Medalla de plata  | Europe |
| 2017 | Blanes ( España)         | Medalla de bronce | Europe |
| 2018 | Kühlungsborn ( Alemania) | Medalla de plata  | Europe |
| 2019 | Puerto Balís ( España)   | Medalla de plata  | Europe |
| Campeonato Europeo |                          |                   |        |
| Año | Lugar                    | Medalla           | Clase  |
| 2006 | Marsala ( Italia)        | Medalla de bronce | Europe |